# Miracle Workers
The Miracle Workers, eine Rockband aus Portland (Oregon), war zwischen 1982 und 1992 tätig und bildete dort mit anderen Bands wie Dead Moon oder dem Surf Trio die örtliche Szene des Garagenrock und Psychedelic Rock. Ihr Name leitete sich vom Lied „I Ain't No Miracle Worker“ der Chocolate Watch Band ab.

## Geschichte

### Gründung
The Miracle Workers wurden im Januar 1982 vom Gerry Mohr (Gesang, Harmonika, Maraccas, Tamburin) und Joel W. Barnett (Bass) gegründet, zusammen mit zwei Freunden von Gerry als Gitarrist und Schlagzeuger, welche jedoch die Band nach kurzer Zeit wieder verließen. Ihre Plätze übernahmen Matt Rogers als Gitarrist und Ron Sheridan (sowie zeitweilig Jeff Grassi) am Schlagzeug. 1984 bildete sich ein festes Lineup mit den Zuzügen von Schlagzeuger Gene Trautmann, als Ron Sheridan die Band aus beruflichen Gründen verließ, sowie Danny Demiankow (Orgel, Gitarre), welcher bereits Mitte der 1960er Jahre als Gitarrist in der Band „Aftermath“ in Los Angeles gespielt hatte.

### 1982 – 1986: Die frühen Jahre in Portland
Der frühe musikalische Stil der Miracle Workers stand in engem Zusammenhang mit zahlreichen ähnlich orientierten Bands wie The Fuzztones, The Chesterfield Kings oder The Lyres, die zu Beginn der 1980er Jahre ein Revival von Garagenrock und Psychedelic Rock in den USA einleiteten.
Die frühen Plattenaufnahmen der Miracle Workers standen ganz in der Tradition dieses Stils, zeigten aber auch bereits deutlich, welch großes Potential an Songwriting in der Band steckte. Daneben galten die Miracle Workers schon früh als hervorragende Live-Band, die dank ihrer energischen Auftritte und ihrer starken Bühnenpräsenz zu den Besten ihres Fachs gehörte.
Der Wirkungskreis der Miracle Workers beschränkte sich bis Mitte der achtziger Jahre auf ihre Heimat Portland (Oregon) und Teile der Westküste der USA, wo sie bis Anfang 1986 mehr als hundert Konzerte gaben. Ihre erste LP „Inside Out“ (1985), in Los Angeles aufgenommen und von Greg Shaw produziert, brachte der Band einen größeren Durchbruch in der Garagenrock-Szene und erhielt gute Kritiken in den USA und Europa. Die LP wurde daraufhin in Europa vom französischen Label Closer Records in Lizenz herausgegeben.

### 1986 – 1990: Umzug nach Los Angeles und große Erfolge in Europa
Anfang 1986 beschloss die Band, von Portland (Oregon) nach Los Angeles umzuziehen, um konsequenter eine größere musikalische Karriere anzustreben. Durch den Umzug ergaben sich auch personelle Änderungen, als Danny Demiankow und Joel Barnett die Band verließen. Demiankow als Keyboarder wurde nicht ersetzt, und an Stelle von Barnett trat der Bassist Robert Butler (Gründer der Band The Untold Fables aus Portland).
Mit dem neuen Lineup orientierte sich die Band musikalisch stärker an den Proto-Punk-Bands der späten 1960er / frühen 1970er Jahre wie den Stooges, MC5 oder The Flamin’ Groovies. Die Musik war zudem beeinflusst von Hardrock und Alternative Rock, wie etwa dem aufkommenden Grunge aus Seattle. Dadurch wurden The Miracle Workers zu frühen Vorläufern der späteren Stoner-Rock-Bewegung.
Dieser musikalische Wandel wurde ihnen von Puristen übelgenommen und als Ausverkauf vorgeworfen: Der ansonsten sehr verdiente Beobachter des Garagenrock, Timothy Gassen, zählte in seinem Standardwerk „Echoes In Time“ zwar „Inside Out“ zu den fünf besten Platten des Genres, ignorierte aber in seiner Diskographie konsequent sämtliche neueren Aufnahmen der Band nach 1986.
Durch das Überschwappen des Garagenrock-Revivals von den USA nach Europa ergaben sich nach 1986 für die Miracle Workers neue Möglichkeiten. Wie viele andere US-amerikanische Garagenrock-Bands auch, tourten sie gegen Ende der 1980er Jahre häufig in Europa. Die Band bestritt u. a. im April/Mai 1988 und im Frühling 1990 längere Tourneen durch Deutschland, die Niederlande, Italien, Frankreich, Spanien und die Schweiz und scharte durch ihre energiegeladenen Auftritte eine große Fangemeinde hinter sich. Auch ihre nächsten drei Alben veröffentlichte die Band in Europa, auf dem deutschen Label Glitterhouse.
Auf der Tournee 1988 begleitete sie der Cartoonist Joe Sacco als Roadie, bei der er auch Hemden & selbstgemachte Comics verkaufte. Diese Werke erschienen 2006 unter der Benennung Fantagraphics zum Verkauf.

### 1990 - 1992: Krisen und Ende
Gene Trautmann verließ die Band etwa 1990 wegen persönlicher Differenzen und wurde durch Aaron Sperske ersetzt, der mit Gerry, Matt und Robert das Album „Roll Out The Red Carpet“ aufnahm. Mehr und mehr machten Gerüchte über Drogenprobleme der Musiker die Runde, und 1992 lösten sich The Miracle Workers schließlich auf. Die Aufnahmen zum letzten Album „Anatomy Of A Creep“ mit dem zurückgekehrten Gene Trautmann erfolgten bereits nach der offiziellen Auflösung, da die Band noch ihren Plattenvertrag mit Triple X erfüllen musste. Die CD wurde erst 1995 und nur in kleiner Stückzahl veröffentlicht, darauf sind auch die Streitereien der Musiker im Studio zu hören.

## Spätere musikalische Aktivitäten
Joel Barnett gründete im April 1986 die Band „The Bo Diddley Headhunters“, zusammen mit seiner ersten Frau Linda (Vox-Orgel), Brian Ingram (Gesang) und Terrence Kerrigan (Schlagzeug). Später spielte er in der Band „The Wicked Ones“. Barnett lebt heute wieder verheiratet immer noch in Portland, arbeitet im IT-Bereich und moderiert jeden Donnerstagabend „The Boss Hoss Rock N Roll Revival Hour“ auf dem Internetsender Radio Enigma.
Robert Butler siedelte in den frühen 1990er Jahren in die Schweiz über, wo er in den Berner Bands Bishop’s Daughter, „In Sekt“ und (unter dem Pseudonym Dink Winkerton) in verschiedenen Band-Projekten von Lightning Beat-Man (alias Reverend Beat-Man) spielte und einige Platten aufnahm. Robert ist zudem als Zeichner und Illustrator tätig und hat seine Werke verschiedentlich ausgestellt. Inzwischen hat er eine eigene Band „The Shit“ und spielt bei „Come n' Go“ am Bass mit. Außerdem ist er unter dem Namen „Panti Christ“ als Siebdrucker tätig und verkauft unter anderem bedruckte Damenhöschen. Zusammen mit Beat-Man betreibt er den Laden „The Voodoo Rhythm & Pantichrist Hardware Store“ in Bern
Gerry Mohr spielte einige Jahre unter dem Pseudonym „Malcom Crowne“ in der Band „Cavemannish Boys“, bevor er im Sommer 2000 ebenfalls in die Schweiz übersiedelte. Zusammen mit Robert Butler und Schlagzeuger Chris Rosales bildet er aktuell in Bern die Band The Get Lost, die auf Beat-Mans Label Voodoo Rhythm zu Hause sind.
Gene Trautmann spielte zwischen 1999 und 2001 bei den Queens of the Stone Age und wurde danach Schlagzeuger der Eagles of Death Metal.
Matt Rogers und Danny Demiankow haben sich offenbar aus dem aktiven Musikerleben zurückgezogen.

## Diskografie
7"
- Miracle Workers (EP mit 4 Songs auf Moxie Records 1984). Moxie Records war die kleine Plattenfirma von Dave Gibson aus Springfield (Oregon), der auch Herausgeber der Garagenrock-Compilations „Boulders“ war und 1999 verstorben ist. Der Song Out Of My Head wurde von Fred Cole (Dead Moon) produziert, und Jeff Grassi spielte bei diesen Aufnahmen Schlagzeug.
- Blue Girl (7" des Lost Trail Magazine, Italien, 1987). Keine weiteren Informationen.
- When a Woman Calls My Name / Rock 'n Roll Revolution In The Streets, Part 2 (LSD („Love's Simple Dreams“) Records 1987). Single-Auskopplung aus dem Album „Overdose“.
- Dirt / Looking At You (Audiodrome). Bootleg mit zwei Coverversionen der Stooges (Dirt) und der MC5 (Looking At You), aufgenommen im Übungsraum Hully Gully Studio, Los Angeles, am 17. März 1988 während der Vorbereitung auf die Europatournee im Frühsommer 1988. Die beiden Songs sind auf der CD-Version des Albums Overdose als Bonus-Tracks enthalten.
- Strange Little Girl / Green Fuz (Get Hip 1989). Wiederveröffentlichung von zwei Aufnahmen aus der Frühzeit. Strange Little Girl ist eine frühe Studioaufnahme im Lineup Gerry, Matt, Joel, Danny und Jeff Grassi. Green Fuz (eine Coverversion des Garagenrock-Klassikers Green Fuzz) eine Liveversion aus dem Pine Street Theater, Portland vom 25. März 1983 im Lineup Gerry, Matt, Joel und Ron Sheridan.
- Mary Jane / Memory Lane / Señor Amor Theme (Glitterhouse 1990, grünes Vinyl). Single-Auskopplung aus dem Album Primary Domain.
- Way Back When / Rock'N'Roll Revolution In The Streets, Part One (Sympathy For The Record Industry 1990, blaues Vinyl). Aufgenommen im Westbeach Recorders, Los Angeles, März 1990, Cover-Artwork des Berner Künstlers Dirk Bonsma.

12"
- A Thousand Micrograms Of The Miracle Workers (Mini-Album mit 6 Songs auf Sounds Interesting Records 1984). SIR in Stone Harbor (New Jersey) gehörte Chip Lamey und war eine Plattenfirma, die anfangs der 1980er Jahre die ersten Aufnahmen von US-amerikanischen Bands des Garagenrock-Revivals veröffentlichte.
- Inside Out (LP auf Voxx Bomp 1985, produziert von Greg Shaw und aufgenommen in Los Angeles).
- Overdose (LP auf LSD („Love's Simple Dreams“) Records 1987). Aufgenommen im Mai 1987 im Tritonus Studio in Berlin
- Live At The Forum (Glitterhouse 1988). Live-Album, aufgenommen im Forum in Enger (Deutschland) im Mai 1988. Cover gezeichnet vom Band-Roadie Joe Sacco.
- Moxie’s Revenge (Get Hip 1989). Compilation der EP und Teilen der Mini-LP auf Moxie Records sowie einiger unveröffentlichter Aufnahmen aus derselben Zeit.
- Primary Domain (LP auf Glitterhouse 1989).
- Roll Out The Red Carpet (LP auf Triple X 1991).
- Anatomy Of A Creep (LP auf Triple X, aufgenommen in Portland 1992, veröffentlicht erst 1995). Zirkulierte nur in geringer Stückzahl, da es sich um eine posthume Platte der Band handelte, die sich 1992 aufgelöst hatte.

Tapes
- Halloween Wake (90-Minuten-Tape, Miracle Workers Fan Club, USA, 1985). Keine weiteren Informationen.

Kompilationen
- The Rebel Kind (Sounds Interesting Records 1983) mit einem Song der Miracle Workers.
- Battle Of The Garages, Volume 2 (Voxx Bomp 1984) mit einem Song der Miracle Workers.
- Declaration Of Fuzz (Glitterhouse 1986). Miracle Workers mit dem Song L.O.V.E.
- This House Is Not A Motel (Glitterhouse circa 1989). Die Miracle Workers steuerten den Song Take It In bei, ein Outtake ihres Live-Albums Live At the Forum.
- Beatschuppen (Panatomic 2004). Die Miracle Workers steuerten den Song „When a woman calls my name“ bei.

Bootlegs
- Live in der Wow Hall, Eugene (Oregon), 1985 (Video)
- Live in der Swedish-American Hall, San Francisco, 28. September 1985 (Audio)
- Live im Schloss Bümpliz, Bern, 19. Juni 1987 (Audio)
- Live im Jazzhaus, Freiburg im Breisgau, 24. April 1988 (Video)
- Live in der Sala Paganini, Genua, 1. Mai 1988 (Audio)
- Live im Circus Gammelsdorf, Gammelsdorf (Deutschland), 19. Mai 1989 (Audio)
- Live in Chez Paulette, Toul (Frankreich), April oder Mai 1990 (Audio)